# Brigitte Maria Mayer
Brigitte Maria Mayer (* 1965 in Regensburg) ist eine deutsche Fotografin, Filmemacherin und Produzentin. Ihr Werk ist bekannt für die Bearbeitung mythologischer und historischer Stoffe. Ihre Arbeit setzt sich wiederkehrend mit Aspekten der Moderne und der Religion, aber auch mit Themen wie Trauma und sexueller Identität auseinander. Sie lebt und arbeitet in Berlin.

## Leben und Werk
Nach dem Abitur im Jahr 1986 ging Brigitte Mayer von Regensburg nach Kassel und studierte die Fächer Fotografie und Performance an der Hochschule für Visuelle Kommunikation (bei Floris Michael Neusüss und Harry Kramer) und schloss das Studium 1990 ab. Nach Studienende zog sie nach Berlin. Die für ihre Arbeit charakteristische Perspektive auf die Darstellung des menschlichen Körpers im Spiel mit Würde, Schönheit, pornografischem Blick und Archetypus spiegelte sich schon in ihren frühen Fotografien wider. Aus diesen Bildern, die zunächst den eigenen Körper inszenieren, entstand Mayers erster Fotoband „Perfect Sister“.
In der Folge entdeckte sie die Malerei der Renaissance für sich und begann, diesbezügliche Elemente in ihrer fotografischen Arbeit aufzugreifen. Tableauhafte Anordnungen und jene Malerei zitierende Körperinszenierungen nahmen das Jahre später wiederkommende Thema der Überprüfung der Moderne und ihrer Anhaftung an das Individuum vorweg. In Zusammenarbeit mit Heiner Müller, der Gedichte beitrug, entstand das Buch Im Objektiv des Canova/Perfect Sister 2. In dieselbe Zeit, Anfang der 90er Jahre, fiel auch Mayers Arbeit am Theater, wo sie Heiner Müllers Schaffen fotografisch, im Stil der Brechtschen Modellbücher, begleitete.
Ab 1995/96 wurde ihr Verfahren der stilisierten Bildinszenierungen in monochrome Farbräume (Grün, Orange, Blau, Weiß) verrückt. Themen wie Trauma und Menschwerdung bestimmen diese Schaffensphase. Es entwickelte sich eine über beinahe zehn Jahre andauernde fotografische Serie von expressiven und skulpturalen Arrangements, die Motive aus der Antike und der biblischen Apokalypse mit der Gegenwart verschränkten. Parallel führte Brigitte Mayer eine Art fotografisches Tagebuch mit Polaroidaufnahmen, das periodisch veröffentlicht wurde, u. a. im Suhrkamp Verlag.
2000 und 2010 fotografiert sie die Passionsspiele in Oberammergau (in Zusammenarbeit mit Christian Stückl). Die Publikationen dazu verkaufen sich über einhunderttausend Mal.
Ausgehend von diesen Arbeiten begann Mayer ab Mitte der Nullerjahre, filmische Installationen zu produzieren, die an vielen internationalen Orten gezeigt wurden, darunter „Der Tod ist ein Irrtum – Models BRD“ (2006) oder „Anatomie Titus Fall of Rome“ (2009), eine Arbeit, die in Form der bildnerischen Adaption eines literarischen Stoffes erneut den Widerstreit zwischen Tradition und Gegenwart thematisierte bzw. fortführte, nun unter neuen historischen Gegebenheiten.
2009 gründete Brigitte Maria Mayer eine eigene Produktionsfirma und begab sich auf eine ausgedehnte Recherche zu ihrem ersten geplanten Spielfilm Jesus Cries. Der Idee einer zeitgenössischen Matthäus-Passion folgend, unternahm sie eine zweijährige Reise durch Äthiopien mit dem Ziel, das Leben der Figur Jesus von Nazareth mit Schauspielern und Laien vor Ort zu verfilmen. Das Projekt ließ sich aufgrund massiven Widerstands der orthodoxen Kirche vor Ort nicht umsetzen und Mayer verließ 2011 das Land. Zurück im eigenen Kulturkreis beschloss sie, den Film, eine zeitgenössische Interpretation der historischen Figur Jesus Christus, nun in Deutschland zu realisieren, mit Sabin Tambrea und Emily Cox in den Hauptrollen. Nach mehr als zweijähriger Produktionsphase feierte der Film im Oktober 2015 seine Premiere beim Festival de Cine de Bogotá.

## Persönliches
Brigitte Maria Mayer war von 1992 bis zu dessen Tod im Jahr 1995 mit dem Dramatiker Heiner Müller verheiratet. Der Ehe entstammt die Tochter Anna.

## Veröffentlichungen
- Brigitte Maria Mayer, Perfect sister. Tübingen : Konkursbuchverlag Claudia Gehrke 1991; ISBN 978-3-88769-052-6
- Brigitte Maria Mayer, Perfect sister II. Tübingen : Konkursbuchverlag Claudia Gehrke 1993; ISBN 3-88769-072-9
- Passion 2000/Oberammergau, Prestel Verlag, München, London, New York 2000; ISBN 3-7913-2272-9
- Brigitte Maria Mayer, Hrsg. Der Text ist der Coyote : Heiner-Müller-Bestandsaufnahme. Suhrkamp, 2004; ISBN 3-518-12367-X
- Brigitte Maria Mayer, Heiner Müller: Der Tod ist ein Irrtum. Suhrkamp; 2005; ISBN 3-518-41718-5
- Brigitte Maria Mayer, Anatomie Titus/Fall of Rome (Katalog zur filmischen Installation), Verlag Theater der Zeit, Berlin 2009; ISBN 978-3-940737-58-8
- Passionsspiele 2010 Oberammergau, Prestel Verlag, München, London, New York 2010; ISBN 978-3-7913-5024-0

## Filmografie
- 2015 Jesus Cries

## Filminstallationen/Ausstellungen (Auswahl)
„Anatomie Titus Fall of Rome“, 2009, 60 min., Filminstallation für drei Leinwände, mit Jeanne Moreau, Erdal Yildiz, Anna Müller (u. a. nach einer Shakespeare Adaption von Heiner Müller): 2012 Theatre de la Ville, Paris; 2010 Zentrum Paul Klee, Bern; 2010 Goethe-Institut, Los Angeles; 2010 Redcat Theatre, Los Angeles; 2009 Spac Performing Arts Center, Shizouka, Japan; 2009 Le Reemdoogo, Ouagadougou, Burkina Faso; 2009 Festwochen Herrenhausen »IN BETWEEN«, Hannover; 2009 Akademie der Künste, Berlin.
„Der Tod ist ein Irrtum“, 2005, 25 min., Filminstallation für drei Leinwände, mit Paul Matzke nach Texten von Heiner und Inge Müller: 2009 Schauspiel Frankfurt am Main; 2008 Theater Ludwigsburg; 2006 Walhalla bei Regensburg, Open-Air-Screening